# Margery Corbett Ashby
Pour les articles homonymes, voir Corbett.
Margery Irene Corbett Ashby (19 avril 1882 – 15 mai 1981) est une femme politique libérale britannique, suffragette et féministe. 
Elle est présidente de la Women's Liberal Federation de 1927 à 1929 et présidente de l'Alliance internationale des femmes de 1923 à 1946.